# K256殴打乘客致死案
K256殴打乘客致死案，发生在2011年9月25日22时45分，一列由深圳西开往合肥的K256次列车在龙南站停靠后，3名上车铁路通勤职工因座位问题与列车工作人员发生争执，其中1名通勤受伤经抢救无效死亡。据现场目击者称，共有3名列车工作人员参与毆打，包括一名身穿列车长制服、一名也身穿蓝色制服和一名售卖飲品的工作人员，这三名列车工作人员一齐袭击乘客，一拳击中太阳穴后不治身亡，现场有手机相片作证，铁路公安已经介入调查，相关加害者已被带走。网友称，死者系江西省新余市万庆林，家住新余铁路四村，在铁路干线工作数十年，为即将退休的一线工人。

## 反映和真相调查
9月26日，列车途经南昌站，15号车厢多名乘客向江西电视台反映情况，并准备有整车厢20名乘客的签名与指印的文字材料为事件作证。事件曝光后，立刻引发网民关注与质疑声。事件反映了列车工作人员行为粗暴，人员良莠不齐。
事发后，新华社中国网事记者对事件开展调查。铁路部门提供的说明材料称，9月25日22时45分，K256在龙南站（江西龙南县境）停车后，3名上车的南昌铁路局通勤职工，因座位问题与值乘列车工作人员发生争执引发斗殴，造成1名铁路通勤职工受伤经抢救无效死亡。事发后，涉案的K256列车长与另外一名列车工作人员已经被刑拘，另外2名南昌铁路局通勤职工于9月27日上午到铁路公安部门做完笔录后已回家。南昌与上海铁路公安部门法医正联合对死者死因进行鉴定，鉴定结果将及时向社会公布。铁道部要求查清事件真相和死亡原因，依法进行严肃处理。